# 吳思諾
吳思諾（英語：Senia Ng Sze Nok，1988年—），現任大律師、民主黨成員。

## 生平
她是已故民主派「三料議員」吳明欽的掌上明珠，3歲時爸爸血癌病逝。中小學都讀傳統名校聖保祿學校，大學於香港大學讀法律，之後去倫敦政治經濟學院讀法律碩士，2014年取得大律師資格，後加入李柱銘大律師事務所工作。
2017年，民主黨九龍西立法會議員黃碧雲邀請她加入民主黨。
2018年，政府成立青年發展委員會，吳思諾獲黃碧雲推薦加入委員會。